# لاك واتشر (كيبك)
لاك واتشر (بالإنجليزية: Lac-Vacher, Quebec)‏ هي منطقة غير المنظمة في كيبيك تقع في كندا في Caniapiscau Regional County Municipality. يقدر عدد سكانها بـ 0 نسمة ومساحتها 542.80 كم2 .